# Z Air
Z Air, voorheen EZAir, is een kleinschalige, regionale luchtvaartmaatschappij gevestigd op Curaçao. De maatschappij voert passagiers-, medische-, vracht- en chartervluchten uit tussen de ABC-eilanden en Colombia.

## Geschiedenis
Z Air is in mei 2000 opgericht als EZAir door René Winkel met als basis Bonaire International Airport op Bonaire. Het eerste toestel was een Piper Seneca PA34-200T. Momenteel heeft de maatschappij kantoren op Bonaire en Curaçao, maar fungeert Curaçao International Airport als hub.

### Rebranding
Eind 2023 besloot de maatschappij om de naam te wijzigen van ‘EZAir’ naar ‘Z Air’ nadat de Easy Group, de houder van de merkrechten van onder andere easyJet, een claim indiende. Easy Group vond dat EZ te veel op easy leek, daarom is besloten de E weg te halen en bleef alleen de Z over. De maatschappij was het niet eens met de claim, maar besloot geen juridische stappen te nemen tegen het vermogende bedrijf. De rebranding had weinig invloed. Alleen het logo en tekst moesten aangepast worden op de vliegtuigen en website.

## Vloot

### Huidige vloot
De vloot van Z Air bestaat uit (april 2024):
| Type      | In dienst | Orders | Passagiers |
| --------- | --------- | ------ | ---------- |
| Saab 340B | 3         | —      | 34         |
| Totaal    | 3         | —      |            |

In 2022 plaatste Z Air nog een order voor twee Saab 2000-toestellen, maar annuleerde deze voor een extra Saab 340.

### Voormalige vloot
Z Air heeft gevlogen met de volgende toestellen:
| Type                          | Totaal | Passagiers | Opmerkingen   |
| ----------------------------- | ------ | ---------- | ------------- |
| Beechcraft 1900D              | 2      | 19         | [ 13 ]        |
| Britten-Norman BN-2A Islander | 2      | 8          | [ 14 ] [ 15 ] |
| Learjet 31A                   | 1      | 6          | Ambulance     |
| Learjet 35A                   | 1      | 6          | Ambulance     |
| Learjet 55                    | 1      | 10         | [ 18 ]        |
| Piper Chieftain PA31-350      | 1      | 7          | [ 19 ]        |
| Piper Seneca PA34-200T        | 1      | 6          | [ 4 ]         |

## Bestemmingen
Z Air voert vluchten uit naar (april 2024):
| Land           | Stad         | Luchthaven                                      | Opmerkingen |
| -------------- | ------------ | ----------------------------------------------- | ----------- |
| Aruba          | Oranjestad   | Internationale luchthaven Koningin Beatrix      |             |
| Bonaire        | Kralendijk   | Bonaire International Airport                   | Tweede hub  |
| Colombia       | Barranquilla | Aeropuerto Internacional Ernesto Cortissoz      |             |
| Colombia       | Bogota       | Aeropuerto Internacional El Dorado              | Charter     |
| Colombia       | Cali         | Aeropuerto Internacional Alfonso Bonilla Aragón | Charter     |
| Colombia       | Medellín     | Aeropuerto Internacional José María Córdova     |             |
| Curaçao        | Willemstad   | Curaçao International Airport                   | Hub         |
| Sint Eustatius | Oranjestad   | F.D. Roosevelt Airport                          | Charter     |
| Sint Maarten   | Philipsburg  | Princess Juliana International Airport          | Charter     |

## Incidenten en ongevallen
- Op 11 oktober 2022 liepen de vier achterste banden van het landingsgestel van vlucht 7Z-671 leeg na de landing op Bonaire. De vlucht uit Curaçao moest harder afremmen dan normaal waardoor de remmen oververhit raakten, de banden liepen daardoor leeg. De banden zijn vervangen en het toestel met registratie N304AG vliegt weer.[22]